# Hausruhe
Als Hausruhe gilt die Störungsfreiheit und die Berücksichtigung des Ruhebedürfnisses der Bewohner eines Hauses.

## Rechtliche Situation in Deutschland
Die Hausruhe ist laut einer Entscheidung des BGH (BGH V ZB 11/98)
- während der Zeiten von 13:00 bis 15:00 Uhr als Mittagsruhe,
- von 22:00 bis 07:00 Uhr als Nachtruhe
- an Sonntagen und Feiertagen

einzuhalten.
Die gesetzliche Regelung für die Mittagsruhe wurde in Deutschland jedoch aufgehoben. Für Städte und Gemeinden kann es im Einzelfall noch entsprechende örtliche Regelungen geben. Nach der Lärmschutzverordnung aus dem Bundes-Immissionsschutzgesetz (BImSchG) gibt es eine gesetzlich geregelte Nacht- bzw. Sonn- und Feiertagsruhe.
Hundegebell während der Ruhezeiten stellt nach § 1004 BGB eine Belastung dar, das OLG Brandenburg setzte ein Verbot für den Zeitraum von 22:00 bis 7:00 Uhr (Oberlandesgericht Brandenburg, Urteil vom 11. Januar 2007, AZ 5 U 152/05).
Bei der Ausübung des Klavierspiels ist die Nachtruhe an allen Tagen von 22.00 Uhr bis 7.00 Uhr einzuhalten (Landgericht Frankfurt am Main, Urteil vom 12. Oktober 1989, AZ 2/25 O 359/89).
Der Wohnungsmieter kann nach BGB § 862 Abs. 1 S. 2 von seinem Nachbarn verlangen, dass dieser lautes Stöhnen beim Sexualverkehr auf Zimmerlautstärke hält (Amtsgericht Warendorf, Urteil vom 19. August 1997, Az.: 5 C 414/97).
Bei gelegentlichen Feiern muss die Verhältnismäßigkeit des Lärms gewahrt bleiben (Oberlandesgericht Düsseldorf, Urteil vom 15. Januar 1990, AZ 5 Ss (OWi) 475/89).